# 헨리 휘튼

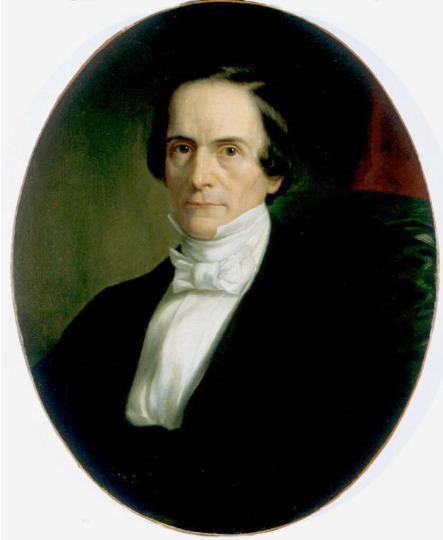

헨리 휘튼(Henry Wheaton, 1785년 11월 27일 – 1848년 3월 11일)은 미국의 변호사, 법학자이자 외교관이었다. 그는 미국 연방 대법원의 세 번째 판결 보고관이었고, 덴마크 주재 초대 미국 공사였으며, 프로이센 주재 2대 미국 공사였다. 휘튼은 만국공법의 저자로 유명하다.

## 생애
그는 프로비던스에서 태어났다. 그는 1802년에 로드아일랜드 칼리지(현 브라운 대학교)를 졸업하고, 1805년에 변호사 자격을 얻었으며, 푸아티에와 런던에서 2년간 해외 유학 후 프로비던스(1807-1812)와 뉴욕 (1812-1827)에서 법률 업무를 수행했다. 1812년부터 1815년까지 그는 행정부 당의 기관지인 내셔널 애드버킷을 편집했다. 그곳에서 그는 당시 영국과의 전쟁과 관련하여 중립국의 권리 문제에 대한 주목할 만한 기사들을 발표했다. 1814년 10월 26일, 그는 미국 육군의 사단 법무관이 되었다. 그는 1815년부터 1819년까지 뉴욕 해양 법원 판사였다.
1816년부터 1827년까지 그는 세 번째 미국 연방 대법원 판결 보고관으로서 대법원 보고서를 편집했다. 조지프 스토리 대법관의 도움을 받아 그의 보고서는 각 당사자가 제시한 주장의 포괄적인 주석과 요약으로 유명했다. 그러나 보고서 발행은 늦어졌고 비용이 많이 들었다. 휘턴의 후임자인 리처드 피터스는 그의 작업을 요약했고, 휘턴은 자신의 관습법적 저작권 침해를 주장하며 그를 고소했다. 대법원은 1834년 휘턴 대 피터스에서 그의 주장을 기각했는데, 이는 대법원의 첫 저작권 소송이었다.
그는 1820년에 미국 고대 유물 협회 회원으로 선출되었다.
그는 1821년에 뉴욕의 새로운 헌법을 수립하기 위한 회의의 회원으로 선출되었고, 1824년에 뉴욕주 의회 (뉴욕 카운티) 의원이었으며, 1825년에는 존 듀어와 벤저민 F. 버틀러와 함께 뉴욕의 성문법을 개정하기 위한 위원회에 참여했다. 그는 또한 중요한 사건들에 참여했으며, 파산 및 지급불능과 관련하여 주와 연방 입법의 한계를 정한 사건에서 대니얼 웹스터의 유일한 동료였다. 1825년에 그는 뉴욕 법률 개정을 도왔다.
그의 외교 경력은 1827년 덴마크의 임시대리대사로 임명되면서 시작되었다. 그는 1835년까지 재직하면서 덴마크가 모든 국가 선박에 부과하는 해협 통행료를 해결하는 데 능숙함을 발휘하고 검역 규정의 수정을 얻어냈다. 그는 스칸디나비아 언어와 문학에 대한 연구로 유명했으며, 스칸디나비아 및 아이슬란드 학회 회원으로 선출되었다. 1829년, 그는 미국철학학회에 선출되었다.
1835년에 그는 프로이센 공사로 임명되었고, 1837년에는 전권공사로 승진했다. 그는 곧 독일 관세동맹과 조약을 체결할 전권을 부여받았고, 이를 다음 6년 동안 추진했다. 1844년 3월 25일, 그는 독일과 조약을 체결하여 타일러 대통령과 국무장관 존 캘훈으로부터 높은 찬사를 받았다. 이 조약은 미국 상원에서 거부되었지만 후속 조약의 기초가 되었다. 그는 1843년에 프랑스 학술원 통신 회원으로, 1846년에는 베를린 왕립 아카데미 회원으로 임명되었다.
휘턴이 외교 경력 중 다룬 다른 문제들은 스헬더강 통행료, 엘베강 통행료, 그리고 귀화 시민의 권리였다.
1846년, 휘턴은 새로운 대통령인 포크의 요청으로 프로이센 공사직에서 사임했다. 포크는 다른 임명을 위해 그의 자리가 필요했다. 이 요청은 일반적인 비난을 불러일으켰지만, 휘턴은 사임하고 미국으로 돌아왔다.
그는 즉시 하버드 법학대학원에 국제법 강사로 초빙되었지만, 병으로 인해 수락하지 못했다. 그는 1848년 3월 11일 도체스터에서 사망했다.

## 철학
휘턴의 일반적인 이론은 국제법이 "독립 국가들 사이에 존재하는 사회의 본질에서 정의에 부합하는 것으로 이성이 추론하고, 일반적인 합의에 의해 확립될 수 있는 정의와 수정을 포함하는 행위 규칙"으로 구성된다는 것이다.

## 가족 관계
휘턴의 조카딸인 엘런 스미스 터퍼는 저명한 양봉가가 되었다. 엘런 터퍼의 딸들 중에는 유니테리언 보편주의 목사인 엘리자 터퍼 윌크스와 밀라 터퍼 메이너드, 그리고 교육자인 케이트 터퍼 갈핀이 있었다. 그녀의 손자는 예술가인 앨런 터퍼 트루였다.

## 저서
- 해상 포획법 요약 (1815)
- 대법원 보고서 (12권, 뉴욕, 1826–27)
- 1789년 설립부터 1820년까지의 미국 대법원 판결 요약 (1820–29)
- 윌리엄 핑크니의 생애, 스파크스의 "미국 전기" 시리즈에 게재하기 위해 요약함 (1826)
- 북구인의 역사, 또는 데인족과 노르만족, 가장 이른 시기부터 정복왕 윌리엄의 잉글랜드 정복까지 런던: J. 머레이, 1831 (인터넷 아카이브에서), 워싱턴 어빙은 이 책이 "골동품 연구자의 열정, 학자의 관대함, 그리고 세계 시민의 깨달은 관용을 전반적으로 보여주었다"고 말했다 (폴 기요의 프랑스어 번역본, 파리, 1844)
- 만국공법 (1836).[9] 이것은 그의 가장 중요한 저작으로, 저자의 마지막 수정과 회고록이 포함된 6판은 윌리엄 비치 로렌스가 (보스턴, 1855) 준비했으며, 8판은 리처드 헨리 데이나 주니어가 (보스턴, 1866) 준비했다. 8판의 내용은 로렌스(이전 판에서 자신의 주석이 부적절하게 복사되었다고 주장)와 데이나 사이의 논쟁의 원인이 되었다.
- 앤드루 크라이턴과 함께 쓴 스칸디나비아 역사 (1838) 북구인의 역사 속편.[4][10][11]
- 베스트팔렌 평화에서 빈 회의까지 유럽 국제법의 진보의 역사, 베스트팔렌 평화 이전 유럽 국제법의 역사적 개요와 함께, 1838년 프랑스 도덕정치학원 상을 위해 쓴 책,[12] 1845년 W. B. 로렌스가 유럽과 아메리카 국제법의 역사, 뉴욕: 굴드, 뱅크스 & 코.로 번역했다. 이 역사는 즉시 관련 주제에 대한 주요 저작 중 하나로 자리매김했다.[5][13]
- 노예 무역에 종사하는 것으로 의심되는 미국 선박에 대한 영국 방문 및 수색 권리 주장의 유효성에 대한 조사 (필라델피아 및 런던, 1842; 2판, 1858)

휘턴은 프랑스 민법전을 번역했지만, 원고는 화재로 소실되었다. 그는 또한 노스 아메리칸 리뷰 및 기타 정기 간행물에 수많은 정치, 역사, 문학 기사를 기고했다.

## 내용주
1. ↑  Hicks, Frederick C. (1936). 〈Wheaton, Henry〉.   Malone, Dumas. 《Dictionary of American Biography》. 20 (Werden-Zunser). New York: Charles Scribner's Sons. 39–42쪽. 2018년 4월 19일에 확인함 – Internet Archive 경유.
2. ↑  Gilman, Daniel Coit; Peck, Harry Thurston; Colby, Frank Moore, 편집. (1904). 〈WHEATON, Henry〉. 《The New International Encyclopaedia》. XVII (TYP-ZYR). New York: Dodd, Mead and Company. 679쪽. hdl:2027/mdp.39015053671221?urlappend=%3Bseq=786. 2019년 2월 23일에 확인함 – HathiTrust Digital Library 경유.
3. 1 2 3 4 5 6  One or more of the preceding sentences incorporates text from a publication now in the public domain: Wilson, J. G.; Fiske, J., 편집. (1889). 〈Wheaton, Henry〉. 《Appletons' Cyclopædia of American Biography》. New York: D. Appleton.
4. 1 2 3  Ripley, George; Dana, Charles A., 편집. (1879). 〈Wheaton, Henry〉. 《The American Cyclopædia》.
5. 1 2 3 4 5 6 7   본 문서에는 현재 퍼블릭 도메인에 속한 브리태니커 백과사전 제11판의 내용을 기초로 작성된 내용이 포함되어 있습니다.
6. ↑  American Antiquarian Society Members Directory
7. ↑  “APS Member History”. 《search.amphilsoc.org》. 2021년 4월 23일에 원본 문서에서 보존된 문서. 2021년 4월 8일에 확인함.
8. 1 2 3  Mielewczik, Michael; Jowett, Kelly; Moll, Janine (2019). 《Beehives, Booze and Suffragettes: The "Sad Case" of Ellen S. Tupper (1822–1888), the "Bee Woman" and "Iowa Queen Bee"》. 《Entomologie Heute》 31. 113–227쪽. doi:10.13140/RG.2.2.34657.04962.
9. ↑  Wheaton, Henry (1836). 《Elements of International Law; with a Sketch of the History of the Science》. Philadelphia: Carey, Lea & Blanchard  – Gallica 경유.
10. ↑  Andrew Crichton; Henry Wheaton (1841). 《Scandinavia, ancient and modern》 1. Harper and Brothers.
11. ↑  Andrew Crichton; Henry Wheaton (1841). 《Scandinavia, ancient and modern》 2. Harper and Brothers.
12. ↑  Wheaton, Henry (1841). 《Histoire des progrès du droit des gens en Europe depuis la Paix de Westphalie jusqu'au Congrès de Vienne, avec un précis historique du droit de gens européen avant la paix de Westphalie》. Leipzig: Brockhaus. 2018년 4월 20일에 확인함 – Google Books 경유.
13. ↑  Wheaton, Henry (1845). 《History of the Law of Nations in Europe and America from the Earliest Times to the Treaty of Washington, 1842》. New York: Gould, Banks & Co. 2017년 11월 27일에 확인함 – Internet Archive 경유.